# Pentecost III
Pentecost III je EP britanskog death/doom sastava Anathema. Diskografska kuća Peaceville Records objavila ga je 6. ožujka 1995. godine.

## Pozadina
Album je izvorno trebao biti objavljen 1994. godine, ali je zbog sukoba između Peaceville Recordsa i Music for Nations objavljen tek 1995. godine. U međuvremenu, pjevač Darren White napustio je sastav. Album je posvećen Tonyju Doyleu i Line Mari Lowlese. 
Naslovnica albuma je slika Perseus and Andromeda (hrv. „Perzej i Andromeda”) Frederica Leightona iz 1891. godine. 
Orkestralne verzije dvije pjesme s albuma, „Kingdom” i „We, the Gods”, pojavile su se na kompilaciji Falling Deeper iz 2011. godine. Pjesma „Memento Mori” sadrži dvije skrivene pjesme: „Nailed to the Cross” i „666”.

## Popis pjesama
Tekstovi: Darren White. 
| 1.    | »Kingdom«                                           | 9:31  |
| 2.    | »Mine Is Yours to Drown In (Ours Is the New Tribe)« | 5:40  |
| 3.    | »We, the Gods«                                      | 9:59  |
| 4.    | »Pentecost III« (instrumentalna skladba)            | 3:54  |
| 5.    | »Memento Mori«                                      | 12:17 |
| 41:21 |                                                     |       |

## Zasluge
| Anathema - Darren J. White – vokal - Vincent Cavanagh – gitara - Daniel Cavanagh – gitara, klavijature - Duncan J. Patterson – bas-gitara - John J. Douglas – bubnjevi | Ostalo osoblje - Mags – inženjer zvuka - Noel Summerville – mastering - Richard Dowling – mastering |